# Cung điện ở Krobielowice
Cung điện ở Krobielowice (tiếng Ba Lan: Pałac w Krobielowicach) là một cung điện được xây dựng từ thế kỷ 16-19 ở ngôi làng Krobielowice, thị trấn Kąty Wrocławskie, huyện Wrocławski, tỉnh Dolnośląskie, Ba Lan.

## Lịch sử
Vào nửa sau của thế kỷ 16, một dinh thự bằng gạch theo phong cách Phục hưng được xây dựng. Đây trở thành nơi quản lý tài sản của tu viện đồng thời là nhà ở tạm thời dành cho các quan chức.Trong giai đoạn 1699-1704, Karl Keller, viện trưởng tu viện, tiến hành mở rộng toàn bộ trang viên, mang lại diện mạo hiện tại như ngày nay của công trình kiến trúc. Vào năm 1810, cung điện bị vua Phổ tịch thu. Năm 1814, nó được trao lại cho Thống chế G. L. von Blücher như một phần thưởng cho những chiến thắng trước quân đội Napoléon. Cung điện vẫn thuộc sở hữu của gia đình Blücher cho đến khi Thế chiến thứ hai kết thúc.
Trong thời Đệ nhị cộng hòa Ba Lan, cung điện được quốc hữu hóa và sau đó được mua lại bởi một hậu duệ người Anh của gia đình quý tộc Blücher - Chris Vaile, người đã tái thiết lại cung điện vào năm 1993. Hiện tại, khách sạn, nhà hàng và câu lạc bộ chơi gôn đặt trụ sở tại đây. Các khu đất xung quanh cung điện cũng được chuyển đổi thành sân gôn.